# Eohypochthonius parvus
Eohypochthonius parvus är en kvalsterart som beskrevs av Aoki 1977. Eohypochthonius parvus ingår i släktet Eohypochthonius och familjen Hypochthoniidae. Inga underarter finns listade i Catalogue of Life.